# Celerena evitans
Celerena evitans är en fjärilsart som beskrevs av Louis Beethoven Prout 1916. Celerena evitans ingår i släktet Celerena och familjen mätare. Inga underarter finns listade i Catalogue of Life.